# Tischeria decidua
Tischeria decidua là một loài bướm đêm thuộc họ Tischeriidae. Loài này có ở Trung và Nam Âu, nhưng gần đây đã mở rộng phạm vi và đã ghi nhận ở Hà Lan và Ba Lan.

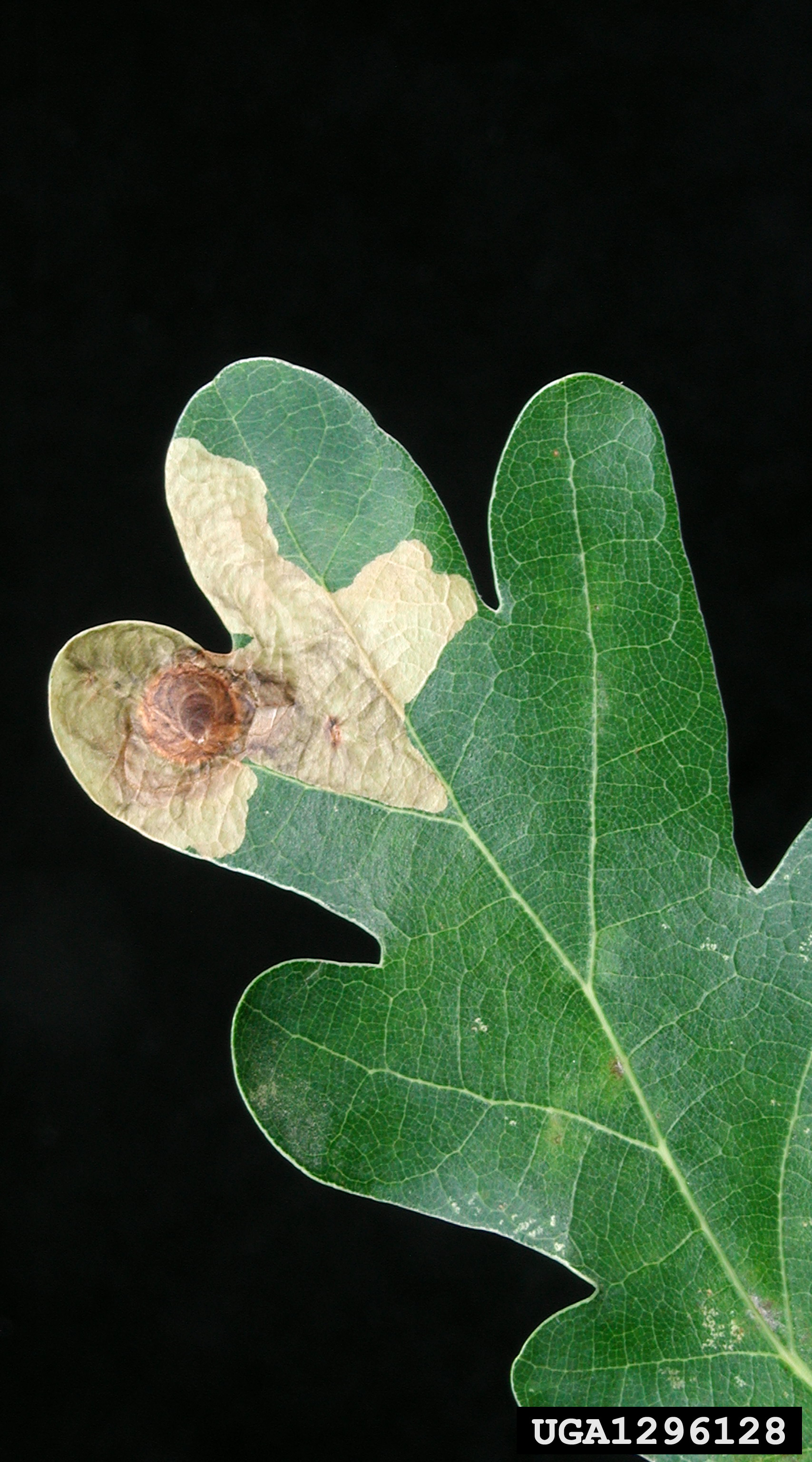
Hư hại

Ấu trùng ăn các loài Castanea sativa và Quercus.